# Dipol prosty

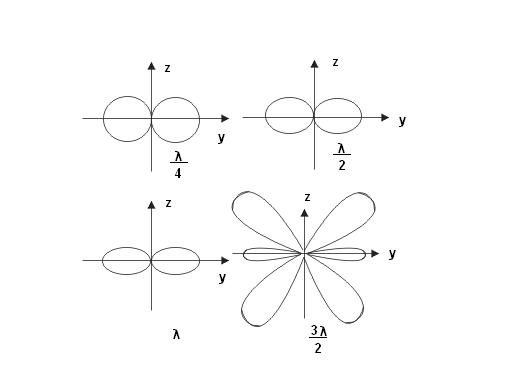
Charakterystyka promieniowania dipola prostego

Dipol prosty − najczęściej stosowany typ anten dipolowych. Kształt promieniowania dipola prostego zależy przede wszystkim od jego długości. Wraz ze wzrostem długości dipola kształt promieniowania zwęża się, a więc wzrasta kierunkowość anteny, czyli również tzw. zysk . Dla długości dipola l=1/4 λ szerokość charakterystyki na poziomie połowy mocy (dla napięcia poziom 0,707) wynosi około 90°. Kolejno dla: l=1/2 λ - 78°, l=λ - 48°. Przy długości dipola większej niż długość fali zaczyna pojawiać się więcej wiązek. Przykładowo dla l=3/2 λ jest ich aż sześć. Dzieje się tak dlatego, że dla długości większych niż długość fali prąd płynie w różnych kierunkach i powoduje zmniejszenie wypadkowego pola w kierunku osi y, a zwiększenie w innych kierunkach.

## Zasilanie dipola
Aby maksymalnie przenieść moc nadajnika na antenę należy odpowiednio połączyć antenę z nadajnikiem. Ta sama reguła dotyczy odbiornika i anteny. Typowa konfiguracja to:
nadajnik (odbiornik) − linia transmisyjna − antena.
Z reguły nadajnik/odbiornik jest dopasowany impedancyjnie do linii transmisyjnej. Następnie linia transmisyjna musi być dopasowana impedancyjnie do anteny. W przypadku niedopasowania zwiększa się WFS (ang. SWR), zwiększając tym samym straty mocy, gdyż część mocy zostaje odbita w kierunku powrotnym do nadajnika. Dopuszczalna wartość WFS zależy od konkretnego systemu radiowego. Przykładowo dla systemów telewizyjnych musi ona być bardzo mała, gdyż wielokrotne odbicie w kablu o długości kilkuset metrów może spowodować nieodwracalne zmiany w sygnale, pogarszając jakość obrazu. Również dla systemów o dużej mocy (powyżej 100 W) WFS musi być bardzo mały. Przykładowo dla nadajnika o mocy 100 kW 1% mocy odbitej wynosi 1 kW.
Aby WFS był minimalny należy dobrać antenę tak, aby była dopasowana impedancyjnie do linii transmisyjnej. Jeśli impedancja wejściowa anteny jest różna od impedancji linii transmisyjnej należy zastosować odpowiednie układy dopasowujące. Można także zmienić impedancje wejściową anteny poprzez zmianę położenia punktów zasilania dipola.